# 466
Період падіння Західної Римської імперії. У Східній Римській імперії триває правління Лева I Макелли. У Західній влада належить військовому магістру Ріцімеру. Значна частина території окупована варварами, зокрема в Іберії утворилося Вестготське королівство, а Північну Африку захопили вандали, утворивши Африканське королівство, у Тисо-Дунайській низовині утворилося Королівство гепідів.
У Південному Китаї правління династії Лю Сун. В Індії правління імперії Гуптів. У Японії триває період Ямато. У Персії править династія Сассанідів.
На території лісостепової України Черняхівська культура. Історики VI століття згадують плем'я антів, що мешкало на території сучасної України приблизно з IV сторіччя. У Північному Причорномор'ї центр володінь гунів, що підкорили собі інші кочові племена, зокрема сарматів та аланів.

## Події
- Імператор Східної Римської імперії Лев I Макелла відбив нове нашестя гунів. Гуни пограбували Балкани, але не змогли здобути Константинополь.
- Тарасікодісса, ісаврійський офіцер імперської гвардії, розкрив змову вбивства імператора. Він прийняв грецьке ім'я Зенон й одружився зі старшою донькою імператора.
- Лев I Макелла оголосив право притулку в церквах.
- У Вестготському королівстві молодший брат короля Теодоріха II Ейріх убив свого брата й взяв владу у свої руки. Він узяв у союзники із свевів та вандалів, захопив Марсель, розширив свої володіння й зажадав від Римської імперії визнання суверенітету.